# Leśmierz
Leśmierz is een plaats in het Poolse district  Zgierski, woiwodschap Łódź. De plaats maakt deel uit van de gemeente Ozorków en telt 990 inwoners.